# Le Bon, le Triste et la Camée
Le Bon, le Triste et la Camée (France) ou Le bon, l'abrutie et l'achalant
(Québec) (The Good, the Sad and the Drugly) est le 17e épisode de la saison 20 de la série télévisée Les Simpson.

## Synopsis
Milhouse est renvoyé de l'école élémentaire de Springfield après avoir endossé à lui seul la responsabilité d'une farce élaborée avec Bart Simpson. Celui-ci lui promet de venir lui rendre visite tous les jours. Mais, lors d'une visite à son Grand-Père à la maison de retraite, il tombe amoureux d'une fille, Jenny, venue apporter des biscuits aux personnes âgées.
Lorsque sa punition prend fin, Milhouse s'aperçoit que Bart l'a abandonné pour une fille. Se sentant trahi, il fait tout pour gâcher leur complicité. Jenny quitte Bart et ce dernier achète un bouquet de roses et s'excuse, mais il s'avère que les deux choses sont destinées à Milhouse. Les deux amis se réconcilient et élaborent une nouvelle blague.
De son côté, Lisa Simpson qui devait faire un exposé sur le devenir de Springfield dans 50 ans, devient dépressive, s'étant aperçue que la planète serait alors pratiquement détruite par l'être humain. Ses parents l'emmènent chez une psychiatre qui lui prescrit des drogues anti-dépression. Mais Lisa devient trop positive et manque d'embrasser le ventilateur, ce qui conduit Marge à lui confisquer les pilules.